# Carrer de la Cort (Vilafranca del Penedès)
El Carrer de la Cort és una obra del municipi de Vilafranca del Penedès (Alt Penedès) inclosa en l'Inventari del Patrimoni Arquitectònic de Catalunya. Està situat al centre de Vilafranca del Penedès, a la zona històrica i representativa amb terciarització comarcal. El carrer de la Cort, anomenat popularment "Les Voltes" en la part porticalitzada, presenta una cronologia amb constants modificacions i reformes. És d'origen gòtic.

## Descripció
El carrer té porxos en un dels seus costats, amb cases de planta baixa més reduïda i dos o tres pisos que carreguen sobre pilastres. A l'altre costat hi ha edificis de gran interès (alguns d'ells amb fitxa pròpia). En el conjunt conviuen elements d'arquitectura gòtica, eclèctica, modernista i noucentista amb altres d'arquitectura popular.